# 我らの父 (デュリュフレ)
モーリス・デュリュフレの『我らの父』（われらのちち。Notre Père）（または『主の祈り』）は、教会でのミサおよび礼拝に際して歌われるための賛美歌。無伴奏合唱版、オルガン伴奏版がある。作品番号14、1976年作曲。デュリュフレが作曲した最後の曲である。デュラン社より出版。楽譜冒頭には「我が妻に」と書かれ、妻のマリー＝マドレーヌ・デュリュフレに献呈されている。
歌詞はキリスト教のほとんどの宗派に共通する「主の祈り」である。フランス語を第一に想定して作曲されているが、デュラン社の出版譜には英語の歌詞も併記されている。この他にドイツ語歌詞の楽譜も存在する。
グレゴリオ聖歌を元にした作品を多く手がけてきたデュリュフレのその他の曲と同様に、韻律を重視した変拍子により小節ごとの拍子の変更が多いが、フランス語の韻律に違和感なく当てはまっているため、フランス語話者にとって歌いやすく出来ている。
無伴奏合唱版は合唱のコンサートのレパートリーとして取り上げられることも多く、その場合は同じデュリュフレの『グレゴリオ聖歌の主題による4つのモテット』（作品番号10）と共に歌われることが多い。またデュリュフレが長年オルガニストを務めたパリのサンテティエンヌ・デュ・モン教会をはじめとするフランス語圏の教会では、ミサの最中において実際にこれを歌うこともある。その場合はオルガン伴奏がつき、専属の合唱団は四部合唱で歌うが、一般会衆はメロディ部分を斉唱で歌うのが通例である。
デュリュフレは1966年付けのル・フィガロ紙に「私は『サン・サン・サン！』（とフランス語で歌うミサ）のための音楽は今後一切書くに至らないことを明言する」と書いており、この文章以外にもたびたびラテン語によるミサとグレゴリオ聖歌への偏愛とその衰退への嘆きを述べているが、生涯最後に書いたこの曲は、フランス語による典礼のための曲であった。デュリュフレ夫妻は1975年に瀕死の交通事故に遭遇し、デュリュフレは以後ほとんど満足な演奏活動が出来なくなってしまった。この曲は事故から回復したのちの唯一の作曲である。
なお曲の最後の歌詞は「我らをこころみに遭わせず悪より救い出したまえ」で終わっており、「国と力と栄えとは限りなく汝のものなればなり」の部分は基本的には歌わずに言葉として唱える。これはルカによる福音書の中にある「主の祈り」の元となったイエス・キリストの言葉には本来その行は含まれないことと、カトリックのミサではその行の間に司祭の言葉が挟まる手順があるためである。